# Yaya DaCosta

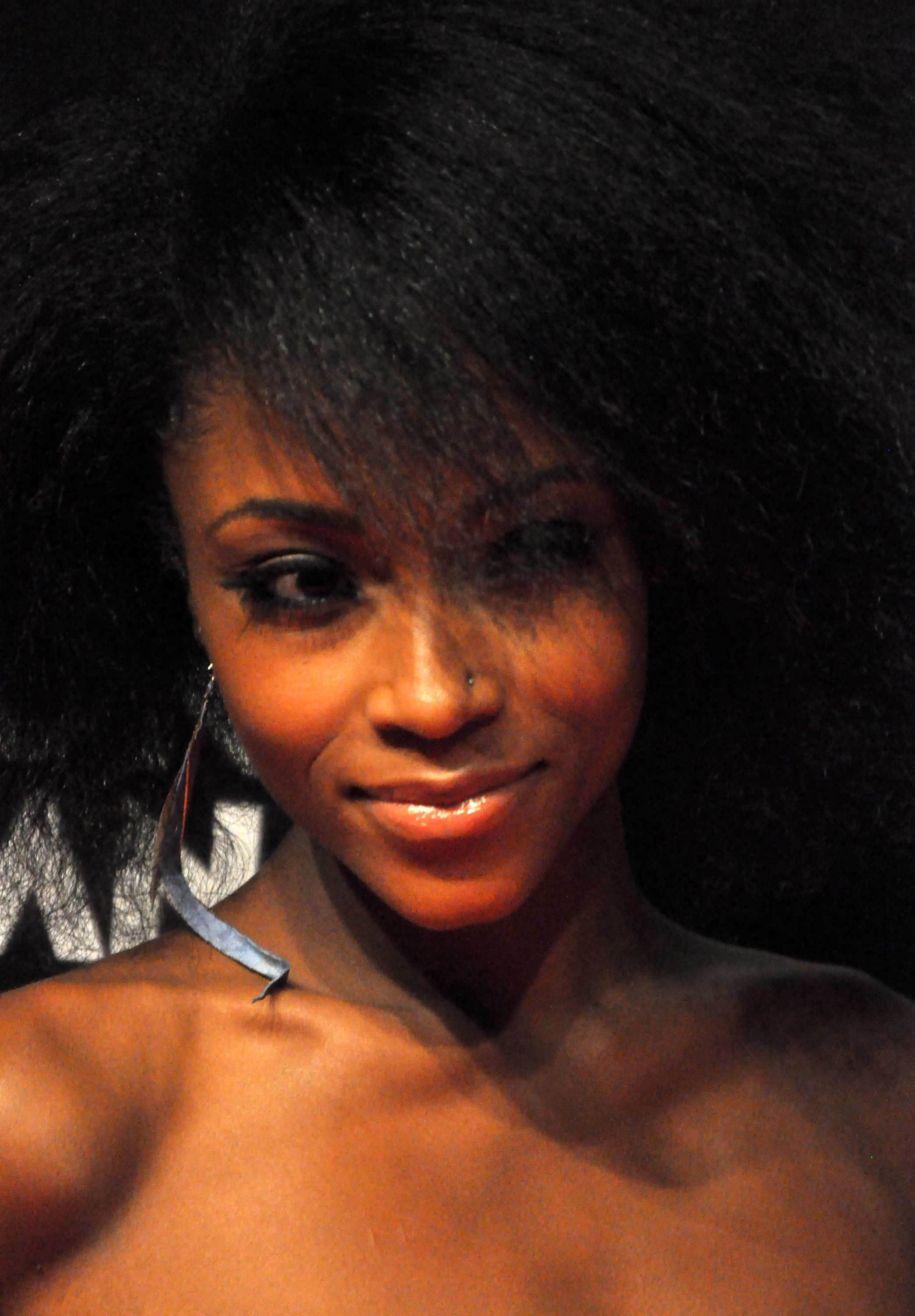
Yaya DaCosta (2010)

Yaya DaCosta (* 15. November 1982 in New York City als Camara DaCosta Johnson) ist eine US-amerikanische Schauspielerin und Fotomodel.

## Leben
DaCosta wuchs im New Yorker Stadtteil Harlem auf. Sie besuchte die Northfield Mount Hermon School, 2004 absolvierte sie das Fach für Internationale Beziehungen an der Brown University in Providence. Im selben Jahr nahm sie an der dritten Staffel der Sendung America’s Next Top Model teil und belegte den zweiten Platz. Daraufhin arbeitete sie als Fotomodel.
Nach dem Auftritt in einer Folge der Fernsehserie Eve spielte DaCosta im Jahr 2006 an der Seite von Antonio Banderas die Rolle von LaRhette im Tanzfilm Dance! Jeder Traum beginnt mit dem ersten Schritt. Für diese Rolle wurde sie 2006 für den Teen Choice Award nominiert. Sie übernahm außerdem eine größere Rolle im noch nicht veröffentlichten Filmdrama The Shanghai Hotel. Im Jahr 2006 nahm sie Schauspielunterricht und wurde neben Danny Glover für eine Rolle im Filmdrama Honeydripper engagiert. Für die Rolle wurde sie bei den Black Reel Awards 2008 in der Kategorie Best Ensemble nominiert.

## Filmografie (Auswahl)
- 2005: Eve (Fernsehserie, Folge 2x16)
- 2006: Dance! Jeder Traum beginnt mit dem ersten Schritt (Take the Lead)
- 2007: Honeydripper
- 2008: Lauf um dein Leben (Racing for time)
- 2009: The Messenger – Die letzte Nachricht (The Messenger)
- 2009: Ugly Betty (Fernsehserie, 7 Folgen)
- 2010: The Kids Are All Right
- 2010: Tron: Legacy
- 2010: Army Wives (Fernsehserie, Folge 4x14)
- 2010: Mercy (Fernsehserie, Folge 1x17)
- 2011: In Time – Deine Zeit läuft ab (In Time)
- 2011: Whole Lotta Sole – Raubfischen in Belfast (Whole Lotta Sole)
- 2011–2012: Dr. House (House, Fernsehserie, 2 Folgen)
- 2011: Body of Proof (Fernsehserie, Folge 1x03, Helping Hand)
- 2012: Dark Horse
- 2013: Der Butler (The Butler)
- 2013: Mother of George
- 2014: Unforgettable (Fernsehserie, Folge 3x04)
- 2014: Das grenzt an Liebe (And So It Goes)
- 2015: Whitney (Fernsehfilm)
- 2015–2022: Chicago Med (Fernsehserie, 106 Folgen)
- 2015–2021: Chicago Fire (Fernsehserie, 12 Folgen)
- 2015: Die Simpsons (The Simpsons, Fernsehserie, Folge 26x15, Stimme von Prinzessin Kemi)
- 2016: The Nice Guys
- 2017–2019: Chicago P.D. (Fernsehserie, 3 Folgen)
- 2018: Faith Under Fire (Fernsehfilm)
- 2019: Peel
- 2019: Bolden
- 2021–2022: Our Kind of People (Fernsehserie, 12 Folgen)
- seit 2023: The Lincoln Lawyer (Fernsehserie)
- 2025: Not My Family – The Monique Smith Story (Fernsehfilm)